# Teresa Veiga

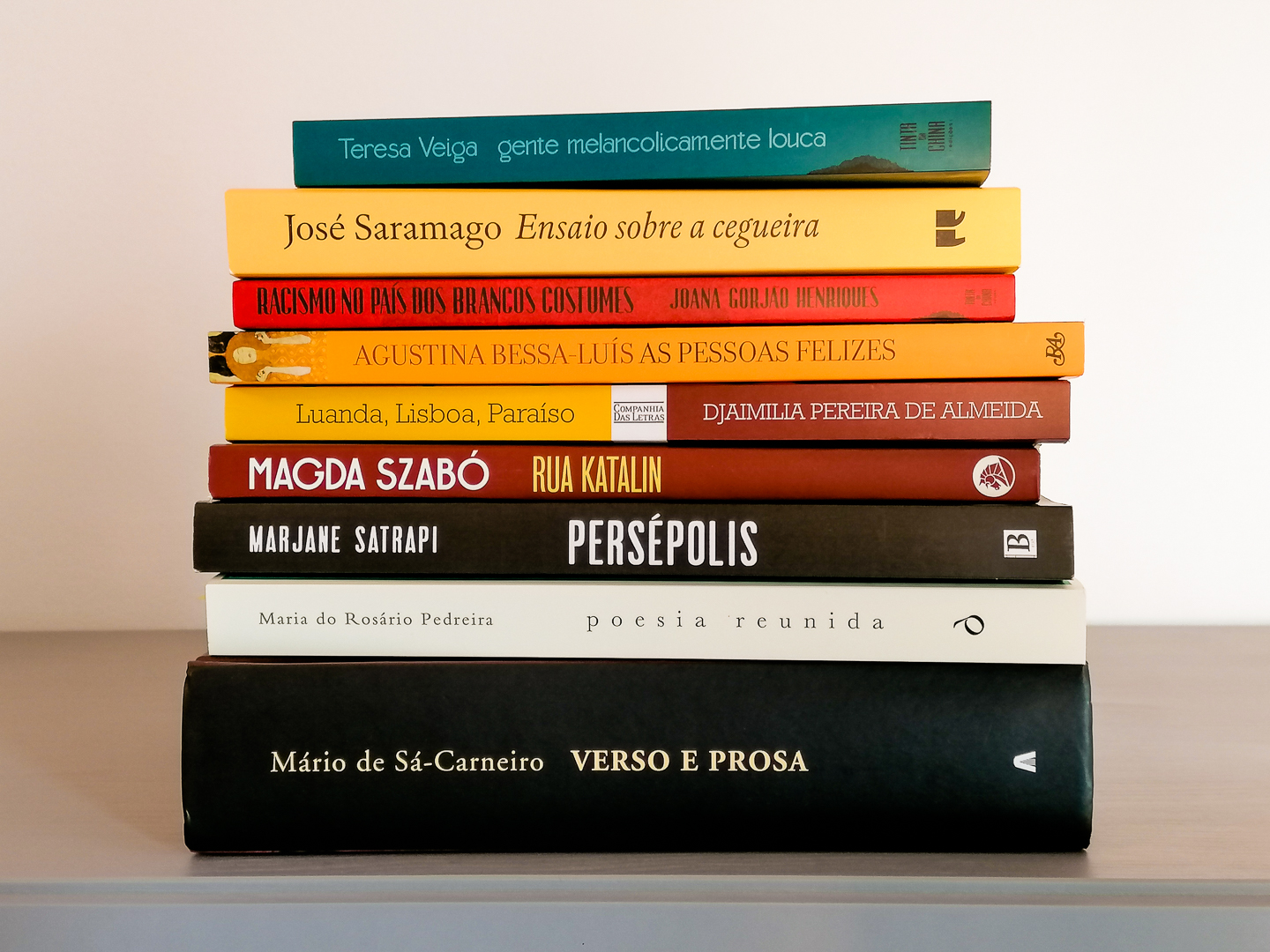
Vários livros do Plano Nacional de Leitura, entre eles a obra Gente melancolicamente louca de Teresa Veiga.

Da autora Teresa Veiga (Lisboa, 1945) pouco se sabe, uma vez que não dá entrevistas nem revela a sua verdadeira identidade

## Biografia
Teresa Veiga (pseudónimo literário) nasceu em Lisboa, em 1945. Licenciou-se em Direito em 1968 e em Filologia Românica em 1980, tendo exercido a actividade de Conservadora do Registo Civil entre 1975 e 1983.
Apesar de ter escrito relativamente pouco, os livros de Teresa Veiga têm sido recebidos com entusiasmo pela crítica literária, que realça “um notável domínio narrativo”  e “temas mais interiores [..] intemporais” . A sua produção literária conta com alguns textos dispersos por algumas publicações periódicas, caso das revistas Ficções (nº. 2) e Colóquio-Letras (nº. 143/144). O seu primeiro livro, Jacobo e outras histórias, foi recomendado para publicação pelo júri do concurso literário do Círculo de Leitores. A atribuição dos galardões Prémio de Ficção do Pen Clube e do Grande Prémio de Conto Camilo Castelo Branco da Associação Portuguesa de Escritores, em 1992, pelo livro de contos História da Bela Fria, trouxe-lhe reconhecimento enquanto uma das grandes revelações literárias da década de noventa. Com o projecto que viria a resultar no seu primeiro romance, A paz doméstica (1999), obteve, em 1998, uma bolsa de criação literária, concedida pelo Ministério da Cultura. Em 2008 foi galardoada pela segunda vez com o Grande Prémio de Conto Camilo Castelo Branco pela colectânea de contos Uma aventura secreta do Marquês de Bradomín.
A sua obra está representada em algumas antologias de contos nacionais e estrangeiras. 
6 obras suas encontram-se entre os livros seleccionados pelo Plano Nacional de Leitura, promovido pelo governo português. 

## Obra publicada
Escreveu os livros: 
- Jacobo e outras histórias (contos), 1980;
- O último amante (novelas), Lisboa: Cotovia, 1990;
- História da Bela Fria (contos), Lisboa: Cotovia, 1992;
- A paz doméstica (romance), Lisboa: Cotovia, 1999;
- As enganadas (contos), Lisboa: Cotovia, 2003;
- Uma aventura secreta do Marquês de Bradomín (contos), 2008
- Gente Melancolicamente Louca (contos), 2015

## Prémios à Obra
Foi distinguida com vários prémios, nomeadamente: 
- 1992 - Prémio P.E.N. Clube Português de Novelística e o Grande Prémio de Conto Camilo Castelo Branco pela obra História da Bela Fria
- 2008 - Grande Prémio de Conto Camilo Castelo Branco, pela obra Uma aventura secreta do Marquês de Bradomín
- 2016 - Grande Prémio de Conto Camilo Castelo Branco, pela obra Gente melancolicamente louca [9]
- 2022 - Prémio Fernando Namora, com o romance O Senhor d'Além [10]